# Droga niepubliczna

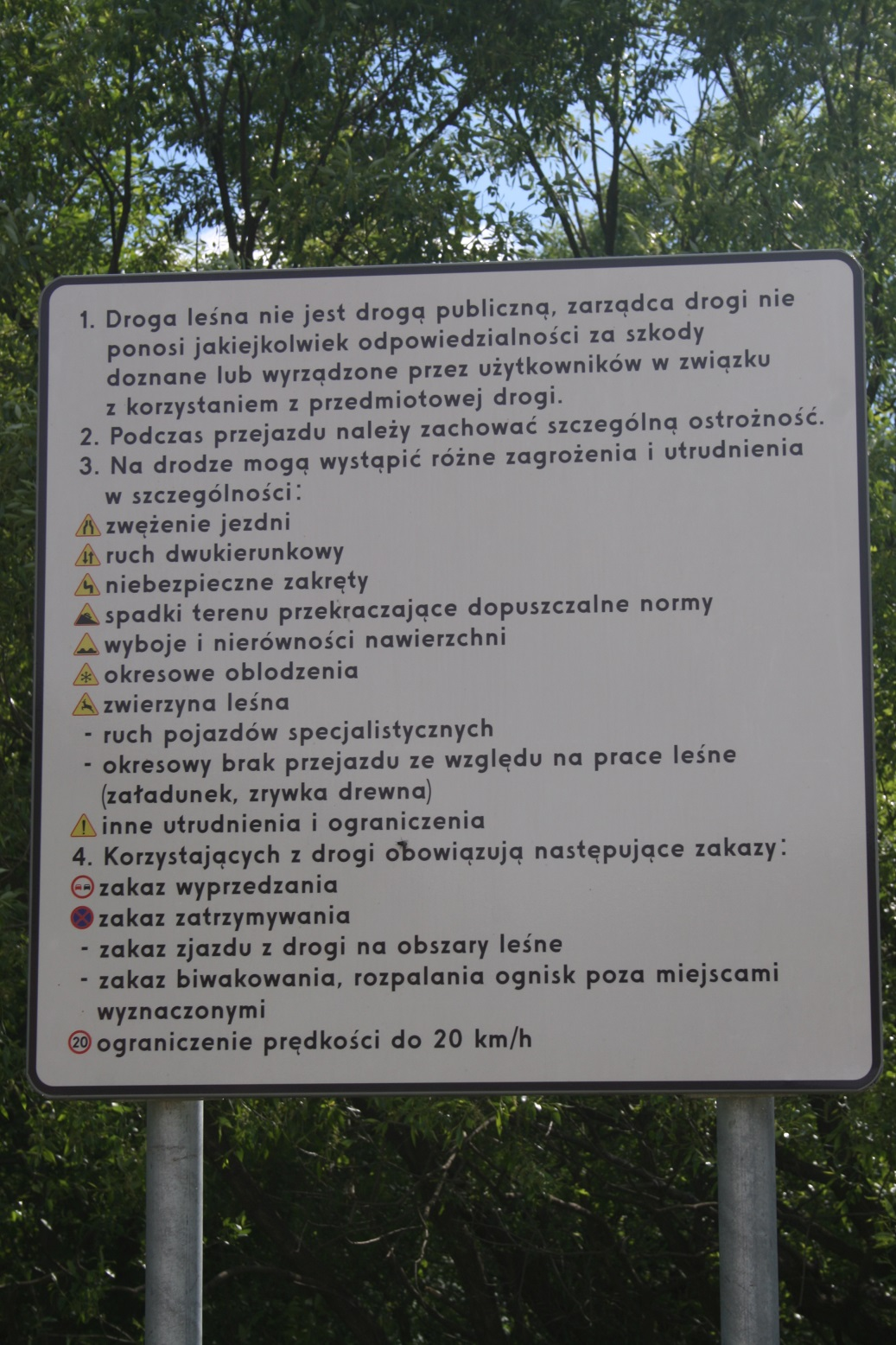
Regulacje dotyczące poruszania się po niepublicznej drodze leśnej w Beskidzie Niskim

Droga niepubliczna, właściwie droga wewnętrzna – droga, droga rowerowa, parking, plac przeznaczony do ruchu pojazdów, niezaliczona do żadnej z kategorii dróg publicznych i niezlokalizowana w pasie drogowym drogi publicznej.
Część dróg wewnętrznych jest ogólnodostępna (np. drogi zlokalizowane na nieruchomościach stanowiących własność gmin bądź powiatów, którym nie nadano statusu drogi publicznej), a część znajduje się na terenach prywatnych czy zamkniętych dla ruchu publicznego.
Orzecznictwo sądów wskazuje, że do dróg wewnętrznych zalicza się drogi niezaliczone do kategorii dróg publicznych, w szczególności: drogi na osiedlach mieszkaniowych, drogi dojazdowe do gruntów rolnych i leśnych oraz do obiektów użytkowanych przez przedsiębiorców, place przed dworcami kolejowymi, autobusowymi i portami, pętle autobusowe.
Zasady poruszania się po drogach wewnętrznych określa zarządca drogi (a gdy go nie ma – właściciel terenu, na którym położona jest droga), o ile nie wyznaczono na niej strefy zamieszkania czy strefy ruchu (wtedy stosuje się przepisy ustawy Prawo o ruchu drogowym). Na drodze wewnętrznej obowiązują zasady zawarte w tej ustawie, w zakresie koniecznym do uniknięcia zagrożenia bezpieczeństwa osób lub wynikającym ze znaków lub sygnałów drogowych. Wjeżdżając na drogę z drogi niepublicznej, kierowca jest zobowiązany ustąpić pierwszeństwa innym pojazdom lub uczestnikom ruchu. 